# أرتيم سوركوف
أرتيم سوركوف (مواليد 15 أكتوبر 1993) هو لاعب مصارعة رومانية يونانية من روسيا،فاز ببطولة العالم في 2018.